# جورج ثورن (سياسي)
جورج ثورن هو سياسي أسترالي، ولد في 12 أكتوبر 1838 في سيدني في أستراليا، وتوفي في 13 يناير 1905 في إبسوتش في أستراليا. انتخب عضو المجلس التشريعي لولاية كوينزلاند ‏ وانتخب Premier of Queensland ‏ (5 يونيو 1876 – 8 مارس 1877).